# 平成23年度全国高等学校総合体育大会
平成23年度全国高等学校総合体育大会（へいせい23ねんどぜんこくこうとうがっこうそうごうたいいくたいかい）は、2011年（平成23年）7月から2012年（平成24年）2月にかけて行われた全国高等学校総合体育大会である。
実施33競技のうち、29競技による夏季大会が2011年7月28日 - 8月20日を開催期間として北東北ブロック3県および宮城県で、冬季大会の4競技が競技種目ごとに下記開催地および開催期間にてそれぞれ実施された。

## 夏季大会
夏季大会は、青森県・岩手県・秋田県・宮城県を会場に、2011年7月28日 - 8月20日の期間で開催された。大会愛称は2011熱戦再来 北東北総体、大会スローガンは「北の空 君に無限の可能性」。総合開会式は7月28日にマエダアリーナ（新青森県総合運動公園総合体育館・青い森アリーナ）で行われた。後述の通り、この年3月に発生した東日本大震災の影響で、一部の会場が当初予定から変更となった。

### 概要
出典は全国高等学校体育連盟および当大会ウェブサイト。
- 主催：公益財団法人全国高等学校体育連盟、青森県、岩手県、秋田県、宮城県、青森県教育委員会、岩手県教育委員会、秋田県教育委員会、宮城県教育委員会、関係全国中央競技団体、毎日新聞社
- 後援：文部科学省、公益財団法人日本体育協会、日本放送協会（NHK）
- 特別協賛：コカ・コーラ

### 東日本大震災の影響
当初宮古市のリアスハーバー宮古で開催が予定されていたヨット競技と、同じく宮古市民総合体育館で開催が予定されていたレスリング競技については同年3月に発生した東日本大震災の影響を受けそれぞれ秋田県に会場変更のうえ実施された。

### 実施競技・会場一覧
- 女子バスケットボール2回戦
- 桜花学園対東京成徳
- 秋田県立体育館

- 女子バスケットボール準決勝
- 大阪薫英女学院対札幌山の手高
- 秋田市立体育館

- 女子バスケットボール準決勝
- 明星学園対金沢総合
- 秋田市立体育館

- 陸上競技（北上市）
- 体操
  - 体操競技（一関市）
  - 新体操（青森市）
- 水泳
  - 競泳（盛岡市）
  - 飛込（同上）
  - 水球（秋田市）
- バスケットボール
  - 男子（能代市）
  - 女子（秋田市）
- バレーボール
  - 男子（横手市）
  - 女子（八戸市）
- 卓球（青森市）
- ソフトテニス
  - 男子（青森市）
  - 女子（大館市）
- ハンドボール（花巻市）
- サッカー（秋田市・男鹿市・由利本荘市・にかほ市）
- バドミントン（弘前市）
- ソフトボール（由利本荘市）
- 相撲（弘前市）
- 柔道（秋田市）
- ボート（花巻市）
- 剣道（弘前市）
- レスリング（八幡平市）
- 弓道（盛岡市）
- テニス（青森市）
- 自転車競技
  - トラック（美郷町）
  - ロード（仙北市）
- ボクシング（秋田市）
- ホッケー（岩手町）
- ウエイトリフティング（奥州市）
- ヨット（由利本荘市）
- フェンシング（むつ市）
- 空手道（十和田市）
- アーチェリー（八戸市）
- なぎなた（大仙市）
- カヌー（加美町）
- 登山（青森市・弘前市）

## 冬季大会

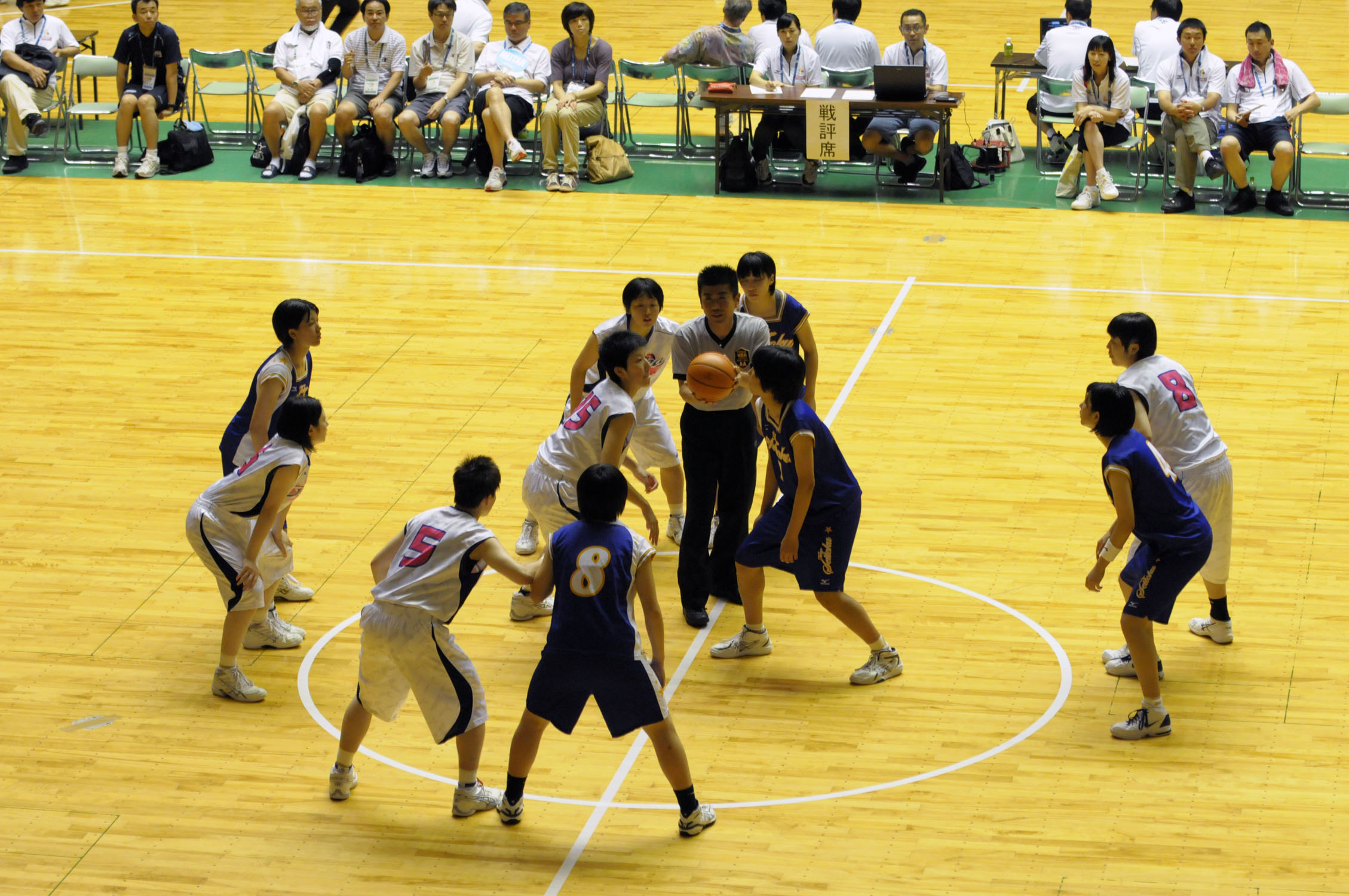

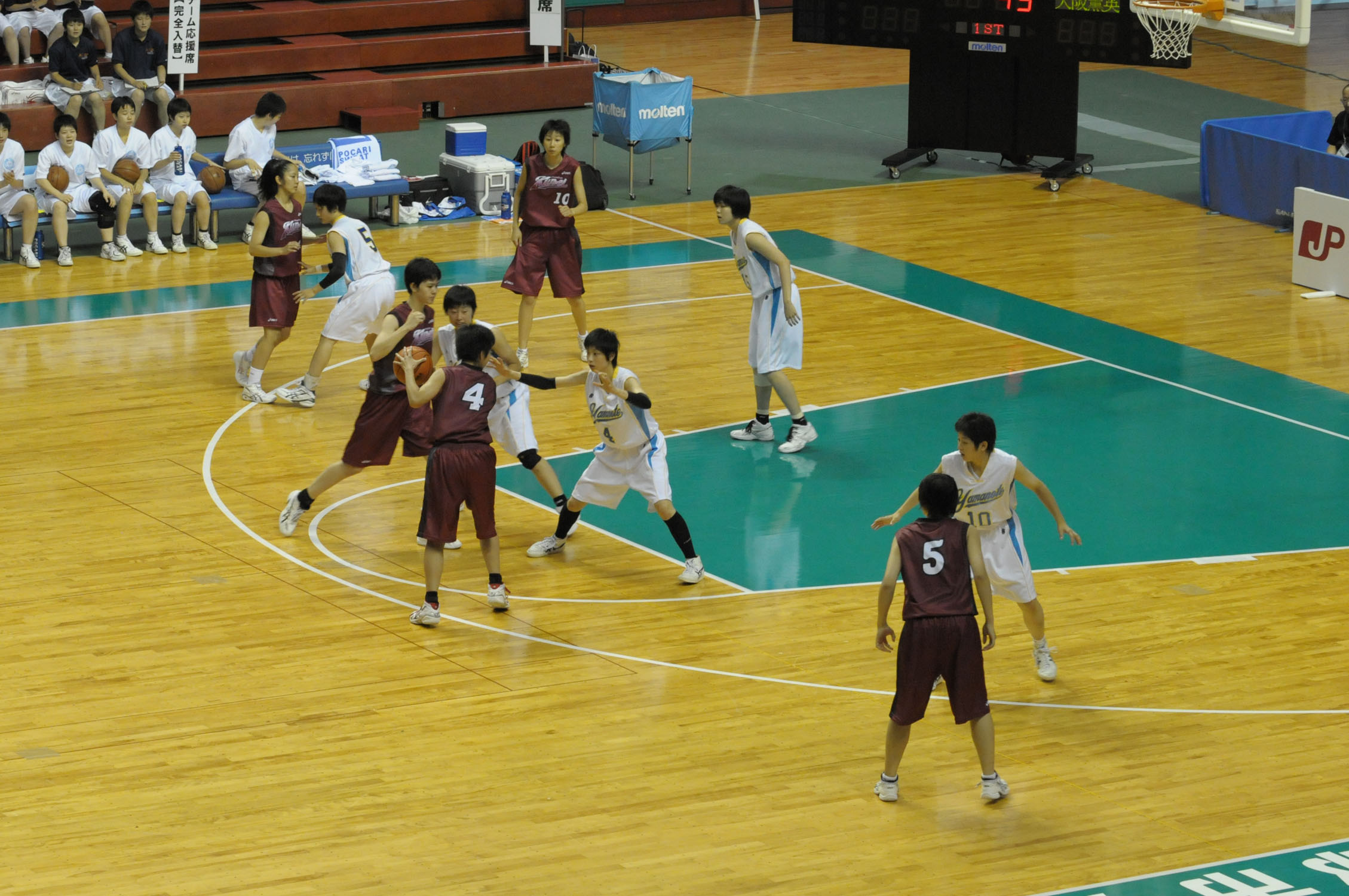

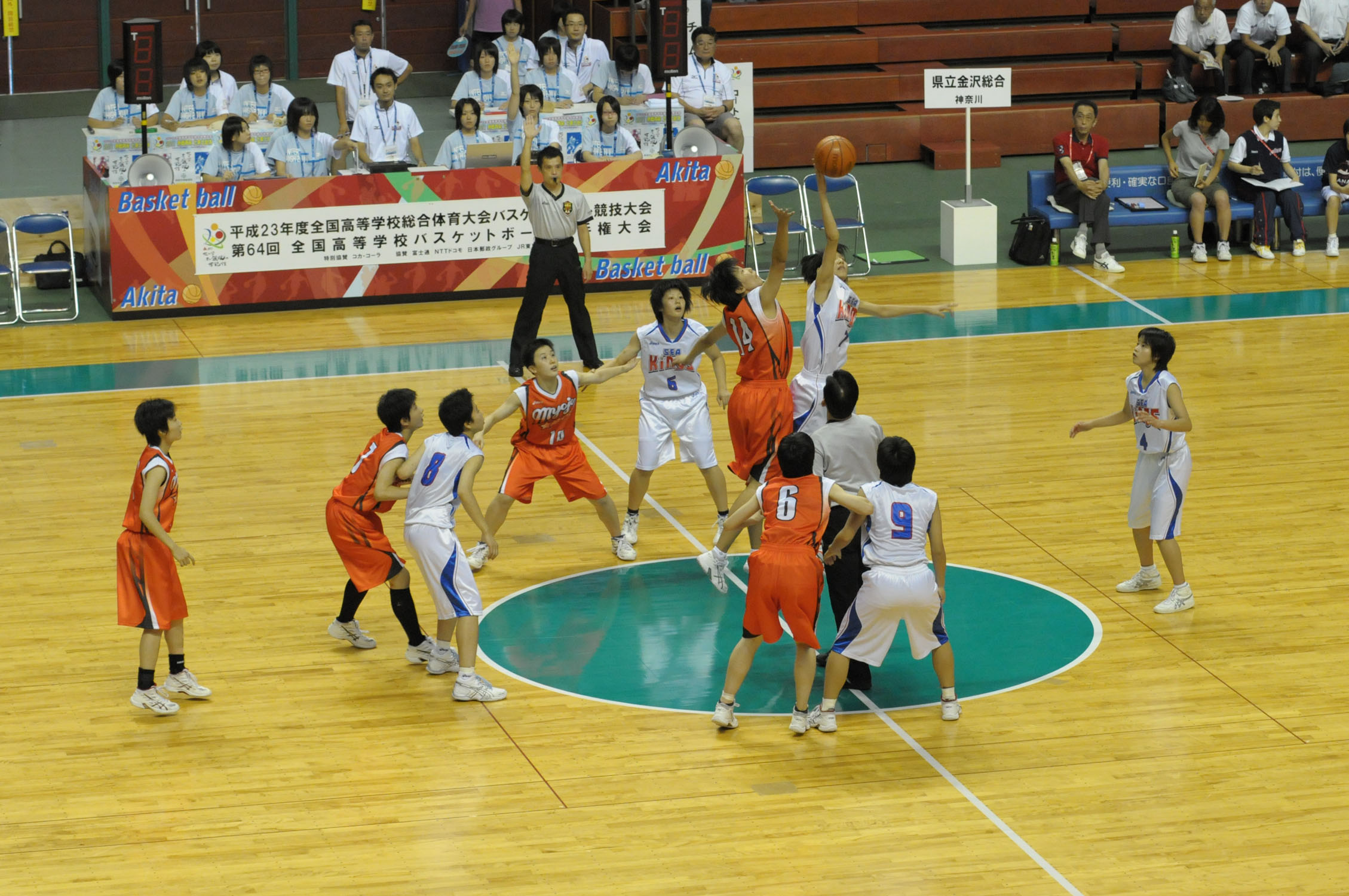

平成23年度全国高等学校総合体育大会では、2011年（平成23年）12月から2012年（平成24年）2月にかけてスキー、スケート・アイスホッケー、ラグビーフットボール、駅伝の4競技が冬季大会として開催された。

### スキー大会
スキー大会は、第61回全国高等学校スキー大会として2012年1月30日 - 2月3日に山形県山形市で開催された。スローガンは、「燃える闘志 光る努力 蔵王の樹氷をかけぬけろ」。

### 概要
- 主催：財団法人全国高等学校体育連盟、財団法人全日本スキー連盟、山形県、山形県教育委員会、山形市、山形市教育委員会、毎日新聞社
- 後援：文部科学省、公益財団法人日本体育協会、日本放送協会、財団法人山形県スポーツ協会、財団法人山形市スポーツ協会
- 主管：公益財団法人全国高等学校体育連盟スキー専門部、山形県高等学校体育連盟、山形県スキー連盟、山形市スキー連盟
- 協賛：コカ・コーラ

#### 実施競技・会場一覧
| 競技名 | 競技名                   | 競技名 | 会場地 | 会場                                              |
| ------ | ------------------------ | ------ | ------ | ------------------------------------------------- |
| スキー | アルペン                 |        | 山形市 | 蔵王ハーネンカムコース                            |
| スキー | クロスカントリー         |        | 山形市 | 蔵王クロスカントリーカラマツコース                |
| スキー | スペシャルジャンプ       |        | 山形市 | 蔵王ジャンプ台                                    |
| スキー | ノルディックコンバインド |        | 山形市 | 蔵王ジャンプ台 蔵王クロスカントリーカラマツコース |

### ラグビーフットボール大会
ラグビーフットボール大会は、第91回全国高等学校ラグビーフットボール大会として2011年（平成23年）12月27日 - 2012年（平成24年）1月7日に大阪府東大阪市の花園ラグビー場、花園中央公園多目的球技広場で開催された。

### 駅伝大会
駅伝大会は、男子第62回女子第23回全国高等学校駅伝競走大会として2011年（平成23年）12月25日に京都府京都市の京都市西京極総合運動公園陸上競技場、京都市西京極陸上競技場付設マラソンコースで開催された。（開会式・表彰式はハンナリーズアリーナで実施）。

#### 概要
- 主催：公益財団法人全国高等学校体育連盟、公益財団法人日本陸上競技連盟、毎日新聞社、京都府、京都府教育委員会、京都市、京都市教育委員会
- 後援：文部科学省、日本放送協会
- 主管：公益財団法人全国高等学校体育連盟陸上競技専門部、一般財団法人京都陸上競技協会、京都府高等学校体育連盟

#### 大会記録

##### 入賞校
| 全国高等学校駅伝競走大会 | 全国高等学校駅伝競走大会 | 優勝          | 2位             | 3位               | 4位               | 5位                 | 6位               | 7位               | 8位               |
| ------------------------ | ------------------------ | ------------- | --------------- | ----------------- | ----------------- | ------------------- | ----------------- | ----------------- | ----------------- |
| 2011年 （平成23年）      | 男子第62回大会           | 世羅 （広島） | 倉敷 （岡山）   | 九州学院 （熊本） | 西脇工 （兵庫）   | 青森山田 （青森）   | 豊川工 （愛知）   | 浜松日体 （静岡） | 東農大二 （群馬） |
| 2011年 （平成23年）      | 女子第23回大会           | 豊川 （愛知） | 興譲館 （岡山） | 仙台育英 （宮城） | 須磨学園 （兵庫） | 立命館宇治 （京都） | 白鵬女 （神奈川） | 成田 （千葉）     | 長野東 （長野）   |

##### 区間賞
| 全国高等学校駅伝競走大会 | 全国高等学校駅伝競走大会 | 1区                            | 2区                          | 3区                                    | 4区                         | 5区                                    | 6区                                  | 7区                          |
| ------------------------ | ------------------------ | ------------------------------ | ---------------------------- | -------------------------------------- | --------------------------- | -------------------------------------- | ------------------------------------ | ---------------------------- |
| 2011年 （平成23年）      | 男子第62回大会           | 久保田和真 （九州学院） 29'38" | 前田晃旗 （大牟田） 8'17"    | チャールズ・ディランゴ （世羅） 22'51" | 平和真 （豊川工） 23'32"    | 奥野翔弥 （豊川工） 8'54"              | ヒラム・ガディア （仙台育英） 14'23" | 一色恭志 （仙台育英） 14'13" |
| 2011年 （平成23年）      | 女子第23回大会           | 小﨑裕里子 （成田） 19'21"     | 横江里沙 （須磨学園） 12'55" | 福田有以 （須磨学園） 9'44"            | 佐々木文華 （長野東） 9'32" | メリー・ワイディラ （仙台育英） 15'20" | -                                    | -                            |